# سكاي إكس-7158
سكاي اكس-7158: وهو دواء مضاد للطفيليات تم ابتكاره بواسطة شركة آنكور للمستحضرات الدوائية في عام 2009، وهو يخضع الآن للتطوير من خلال شركة الأدوية للمبادرة للأمراض المتجاهلة وذلك في معالجة داء المثقبيات الأفريقي (المعروف بمرض النوم). يعتبر هذا الدواء جديدا في شكله التركيبي المشتق من مركب ال benzoxaborole، وهو الدواء الفعال الأول المستخدم عن طريق الفم في علاج مرض النوم. لقد تمت التجارب السريرية البشرية في جزئها الأول بشكل ناجح في عام 2015، وهي الآن في أجزائها (2ب/3 ) من التجارب المجراة في جمهورية الكونغو الديمقراطية، حيث تحدث معظم حالات مرض النوم.